# Královská irská akademie

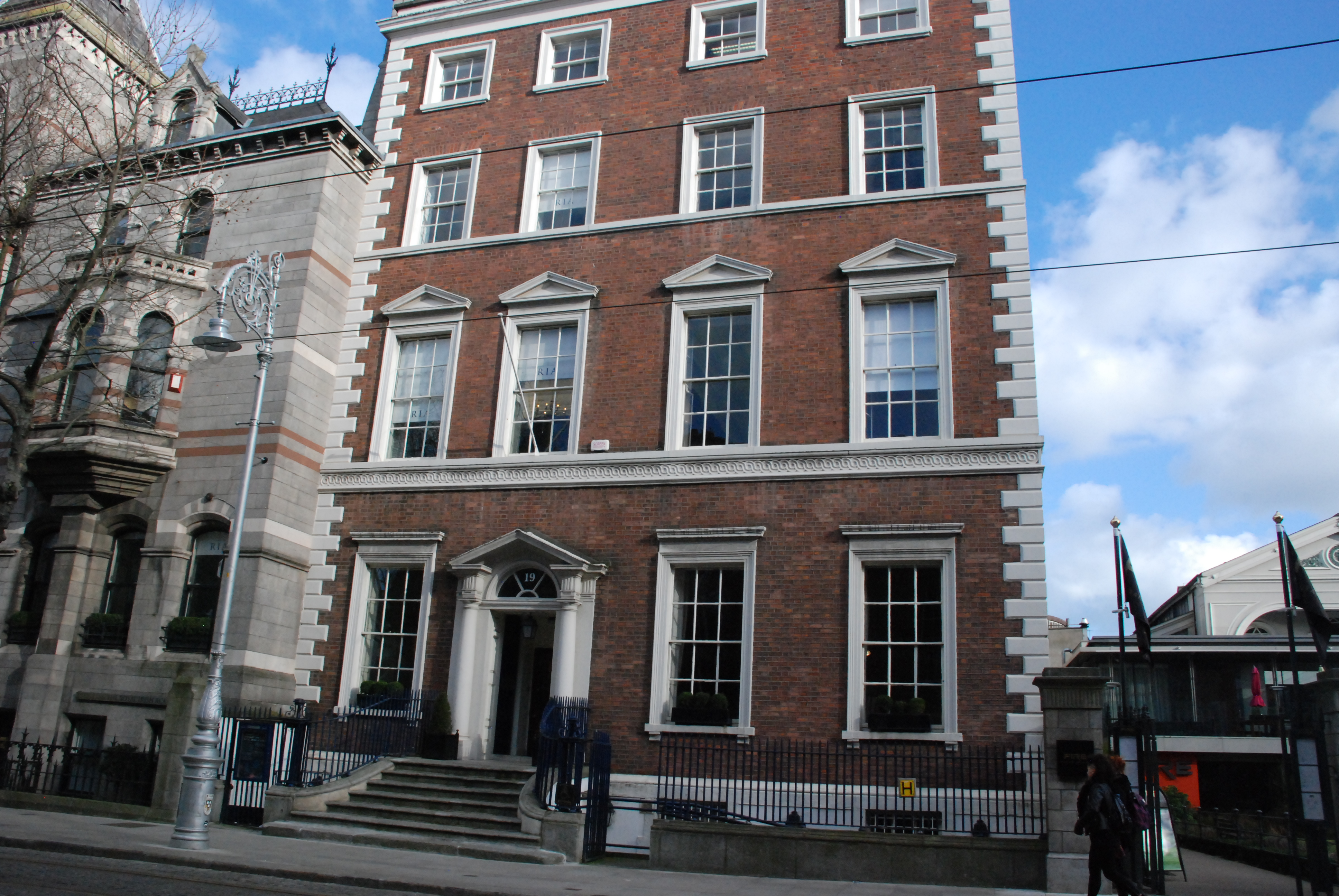
Sídlo akademie

Královská irská akademie (anglicky: Royal Irish Academy, irsky: Acadamh Ríoga na hÉireann) je irská učená společnost se sídlem v Dublinu. Akademie byla založena v roce 1785 a roku 1786 získala královskou zakládací listinu. Má přibližně 650 členů. Až do konce 19. století byla akademie vlastníkem hlavní národní sbírky starožitností a archeologických artefaktů. Později ji předala Irskému národnímu muzeu, ale ponechala si významnou sbírku rukopisů (např. Lebor na hUidre z 12. století). První setkání akademie se konalo v osobní rezidenci hraběte z Charlemontu. Na základě jeho žádosti byl akademii kolem roku 1787 dán k užívání dům známý jako Navigation House, na Grafton Street. V roce 1852 se přestěhovala do svých současných prostor na Dawson Street, do domu, jenž je dnes znám jako Academy House. Zvolení akademici mají právo užívat za svým jménem zkratku MRIA. Malá část akademiků není volena za vědecké úspěchy, ale za jiný přínos společnosti: mezi takové patří bývalí státní zaměstnanci, filantropové, vůdci politického a obchodního života apod. Každý rok je voleno až 24 nových členů, rovnoměrně rozdělených mezi vědní a humanitní obory. Řádné členství je vyhrazeno pouze pro ty, kteří mají trvalé bydliště v Irsku. Tato podmínka se nevztahuje na čestné členy. Akademie vydává šest vědeckých časopisů (Ériu, Irish Studies in International Affairs, Mathematical Proceedings of the Royal Irish Academy, Proceedings of the Royal Irish Academy: Archaeology, Culture, History, Literature, Irish Journal of Earth Sciences, Biology and Environment). Je jedním z nejstarších stále existujících nakladatelů v Irsku, její vydavatelství vzniklo již roku 1787. Nakladatelství vydává i knihy, často prestižní a vícesvazkové, jako například pětisvazkové dílo Art and Architecture of Ireland z roku 2014. Není výjimkou, že takovou knihu doprovází seriál v irské veřejnoprávní televizi nebo v rozhlase. Během 50. let 20. století začala akademie vytvářet národní výbory, z nichž každý se vztahoval k určitému oboru. Skládají se z členů i nečlenů akademie, včetně zástupců univerzit, výzkumných institucí, vládních agentur nebo průmyslu. Mají značný společenský vliv.